# Saison 2024-2025 du Tottenham Hotspur FC
Maillots
Chronologie
Saison précédente Saison suivante
La saison 2024-2025 du Tottenham Hotspur FC est la 33e saison du club en Premier League et la 47e saison consécutive dans l'élite du football anglais. Cette saison, Tottenham participe en plus de la Premier League à la FA Cup et à la Carabao Cup. Les Spurs retrouvent également le football européen grâce à la 5e place obtenue la saison précédente, les qualifiants pour la Ligue Europa.
La saison 2024-2025 voit le Tottenham Hotspur Football Club remporter son premier trophée majeur en 17 ans le 21 mai 2025 à l'occasion de la finale de la Ligue Europa face à Manchester United (victoire 1 - 0). Les Spurs n'avaient plus  remportés de trophée européen depuis 41 ans (Coupe UEFA 1983-1984) et ce succès leur permet de participer à la prochaine campagne de Ligue des champions. Toutefois, la réussite européenne du club est nuancée par une saison en championnat bien en-deçà des résultats habituels avec une décevante 17e place obtenue. Cet échec en championnat mène au licenciement de l'entraîneur Ange Postecoglou par la direction du club le 6 juin 2025.

## Transferts
| Nom                   | Poste             | Nationalité    | Transfert      | Indemnité         | Mercato         | Provenance/Destination | Division       |
| Arrivées              |                   |                |                |                   |                 |                        |                |
| Timo Werner           | Attaquant         | Allemagne      | Prêt           | -                 | Mercato d'été   | RB Leipzig             | Bundesliga     |
| Lucas Bergvall        | Milieu de terrain | Suède          | Transfert      | 10 Millions d'€   | Mercato d'été   | Djurgårdens IF         | Allsvenskan    |
| Archie Gray           | Milieu de terrain | Angleterre     | Transfert      | 47 Millions d'€   | Mercato d'été   | Leeds United           | Championship   |
| Dominic Solanke       | Attaquant         | Angleterre     | Transfert      | 75 Millions d'€   | Mercato d'été   | Bournemouth AFC        | Premier League |
| Wilson Odobert        | Attaquant         | France         | Transfert      | 37 Millions d'€   | Mercato d'été   | Burnley FC             | Championship   |
| Yang Min-hyeok        | Attaquant         | Corée du Sud   | Transfert      | 4 Millions d'€    | Mercato d'hiver | Gangwon FC             | K League 1     |
| Antonín Kinský        | Gardien           | Tchéquie       | Transfert      | 15 Millions d'€   | Mercato d'hiver | SK Slavia Prague       | Fortuna Liga   |
| Kevin Danso           | Défenseur         | Autriche       | Prêt           | -                 | Mercato d'hiver | RC Lens                | Ligue 1        |
| Mathys Tel            | Attaquant         | France         | Prêt           | -                 | Mercato d'hiver | Bayern Munich          | Bundesliga     |
| Départs               |                   |                |                |                   |                 |                        |                |
| Eric Dier             | Défenseur         | Angleterre     | Fin de contrat | -                 | Mercato d'été   | Bayern Munich          | Bundesliga     |
| Ivan Perišić          | Attaquant         | Croatie        | Fin de contrat | -                 | Mercato d'été   | Hajduk Split           | Prva HNL       |
| Japhet Tanganga       | Défenseur         | Angleterre     | Fin de contrat | -                 | Mercato d'été   | Millwall FC            | Championship   |
| Ryan Sessegnon        | Défenseur         | Angleterre     | Fin de contrat | -                 | Mercato d'été   | Fulham FC              | Premier League |
| Tanguy Ndombele       | Milieu de terrain | France         | Fin de contrat | -                 | Mercato d'été   | OGC Nice               | Ligue 1        |
| Joe Rodon             | Défenseur         | Pays de Galles | Transfert      | 11,8 Millions d'€ | Mercato d'été   | Leeds United           | Championship   |
| Troy Parrott          | Attaquant         | Irelande       | Transfert      | Inconnu           | Mercato d'été   | AZ Alkmaar             | Eredivisie     |
| Pierre-Emile Højbjerg | Milieu de terrain | Danemark       | Prêt           | -                 | Mercato d'été   | Olympique de Marseille | Ligue 1        |
| Bryan Gil             | Attaquant         | Espagne        | Prêt           | -                 | Mercato d'été   | Girona FC              | LaLiga         |
| Alejo Véliz           | Attaquant         | Argentine      | Prêt           | -                 | Mercato d'été   | Espanyol               | LaLiga         |
| Emerson Royal         | Défenseur         | Brésil         | Transfert      | 15 Millions d'€   | Mercato d'été   | AC Milan               | Serie A        |
| Dane Scarlett         | Attaquant         | Angleterre     | Prêt           | -                 | Mercato d'été   | Oxford United          | Championship   |
| Jamie Donley          | Attaquant         | Angleterre     | Prêt           | -                 | Mercato d'été   | Leyton Orient          | League One     |
| Oliver Skipp          | Milieu de terrain | Angleterre     | Transfert      | 23.5 Millions d'€ | Mercato d'été   | Leicester City         | Premier League |
| Ashley Phillips       | Défenseur         | Angleterre     | Prêt           | -                 | Mercato d'été   | Stoke City             | Championship   |
| Manor Solomon         | Attaquant         | Israël         | Prêt           | -                 | Mercato d'été   | Leeds United           | Championship   |
| Giovani Lo Celso      | Milieu de terrain | Argentine      | Transfert      | 5 Millions d'€    | Mercato d'été   | Real Betis             | LaLiga         |
| Alfie Devine          | Milieu de terrain | Angleterre     | Prêt           | -                 | Mercato d'été   | KVC Westerlo           | Pro League     |
| Yang Min-hyeok        | Attaquant         | Corée du Sud   | Prêt           | -                 | Mercato d'hiver | Queen Park Rangers     | Championship   |
| Will Lanskhear        | Attaquant         | Angleterre     | Prêt           | -                 | Mercato d'hiver | West Bromwich Albion   | Championship   |

## Résultats

### Championnat

#### Classement
| Rang | Équipe                  | Pts | J  | G  | N  | P  | Bp | Bc | Diff | Qualification ou relégation                                    |
| ---- | ----------------------- | --- | -- | -- | -- | -- | -- | -- | ---- | -------------------------------------------------------------- |
| 15   | Manchester United       | 42  | 38 | 11 | 9  | 18 | 44 | 54 | −10  |                                                                |
| 16   | Wolverhampton Wanderers | 42  | 38 | 12 | 6  | 20 | 54 | 69 | −15  |                                                                |
| 17   | Tottenham Hotspur C3    | 38  | 38 | 11 | 5  | 22 | 64 | 65 | −1   | Qualification pour la phase de ligue de la Ligue des champions |
| 18   | Leicester City P        | 25  | 38 | 6  | 7  | 25 | 33 | 80 | −47  | Relégation en EFL Championship                                 |
| 19   | Ipswich Town P          | 22  | 38 | 4  | 10 | 24 | 36 | 82 | −46  | Relégation en EFL Championship                                 |

#### Évolution au classement
| Journée   | 01  | 02 | 03  | 04  | 05  | 06 | 07 | 08 | 09 | 10 | 11  | 12 | 13 | 14  | 15  | 16  | 17  | 18  | 19  | 20  | 21  | 22  | 23  | 24  | 25  | 26  | 27  | 28  | 29  | 30  | 31  | 32  | 33  | 34  | 35  | 36  | 37  | 38  |
| --------- | --- | -- | --- | --- | --- | -- | -- | -- | -- | -- | --- | -- | -- | --- | --- | --- | --- | --- | --- | --- | --- | --- | --- | --- | --- | --- | --- | --- | --- | --- | --- | --- | --- | --- | --- | --- | --- | --- |
| Terrain   | E   | D  | E   | D   | D   | E  | E  | D  | E  | D  | D   | E  | D  | E   | D   | E   | D   | E   | D   | D   | E   | E   | D   | E   | D   | E   | D   | D   | E   | E   | D   | E   | D   | E   | E   | D   | E   | D   |
| Résultats | N   | V  | D   | D   | V   | V  | D  | V  | D  | V  | D   | V  | N  | D   | D   | V   | D   | D   | N   | D   | D   | D   | D   | V   | V   | V   | D   | N   | D   | D   | V   | D   | D   | D   | N   | D   | D   | D   |
| Place     | 12e | 5e | 10e | 13e | 10e | 8e | 9e | 7e | 8e | 7e | 10e | 6e | 6e | 10e | 11e | 10e | 11e | 12e | 11e | 12e | 13e | 15e | 15e | 14e | 12e | 12e | 13e | 13e | 14e | 14e | 14e | 15e | 16e | 16e | 16e | 17e | 17e | 17e |
| Points    | 1   | 4  | 4   | 4   | 7   | 10 | 10 | 13 | 13 | 16 | 16  | 19 | 20 | 20  | 20  | 23  | 23  | 23  | 24  | 24  | 24  | 24  | 24  | 27  | 30  | 33  | 33  | 34  | 34  | 34  | 37  | 37  | 37  | 37  | 38  | 38  | 38  | 38  |

### Ligue Europa

#### Phase de ligue
| Rang | Équipe              | Pts | J | G | N | P | Bp | Bc | Diff | Qualification ou relégation                                                       |
| ---- | ------------------- | --- | - | - | - | - | -- | -- | ---- | --------------------------------------------------------------------------------- |
| 1    | SS Lazio            | 19  | 8 | 6 | 1 | 1 | 17 | 5  | +12  | Qualification pour les Huitièmes de finale (Tête de série)                        |
| 2    | Athletic Bilbao     | 19  | 8 | 6 | 1 | 1 | 15 | 7  | +8   | Qualification pour les Huitièmes de finale (Tête de série)                        |
| 3    | Manchester United   | 18  | 8 | 5 | 3 | 0 | 16 | 9  | +7   | Qualification pour les Huitièmes de finale (Tête de série)                        |
| 4    | Tottenham Hotspur   | 17  | 8 | 5 | 2 | 1 | 17 | 9  | +8   | Qualification pour les Huitièmes de finale (Tête de série)                        |
| 5    | Eintracht Francfort | 16  | 8 | 5 | 1 | 2 | 14 | 10 | +4   | Qualification pour les Huitièmes de finale (Tête de série)                        |
| 6    | Olympique lyonnais  | 15  | 8 | 4 | 3 | 1 | 16 | 8  | +8   | Qualification pour les Huitièmes de finale (Tête de série)                        |
| 7    | Olympiakós C4       | 15  | 8 | 4 | 3 | 1 | 9  | 3  | +6   | Qualification pour les Huitièmes de finale (Tête de série)                        |
| 8    | Rangers FC          | 14  | 8 | 4 | 2 | 2 | 16 | 10 | +6   | Qualification pour les Huitièmes de finale (Tête de série)                        |
| 9    | FK Bodø/Glimt       | 14  | 8 | 4 | 2 | 2 | 14 | 11 | +3   | Qualification pour les Barrages de la phase à élimination directe (Tête de série) |
| 10   | RSC Anderlecht      | 14  | 8 | 4 | 2 | 2 | 14 | 12 | +2   | Qualification pour les Barrages de la phase à élimination directe (Tête de série) |

## Statistiques

### Meilleurs buteurs
|        | Num.   | Buteur            | Premier League | FA Cup | League Cup | Ligue Europa | Total |
| ------ | ------ | ----------------- | -------------- | ------ | ---------- | ------------ | ----- |
| 1      | 22     | Brennan Johnson   | 11             | 1      | 1          | 5            | 18    |
| 2      | 19     | Dominic Solanke   | 9              | 0      | 2          | 5            | 16    |
| 3      | 10     | James Maddison    | 9              | 0      | 0          | 3            | 12    |
| 4      | 7      | Son Heung-Min     | 7              | 0      | 1          | 3            | 11    |
| 5      | 21     | Dejan Kulusevski  | 7              | 1      | 1          | 1            | 10    |
| 6      | 29     | Pape Matar Sarr   | 3              | 0      | 1          | 2            | 6     |
| 7      | 9      | Richarlison       | 4              | 0      | 0          | 1            | 5     |
| 8      | 23     | Pedro Porro       | 2              | 0      | 0          | 2            | 4     |
| 9      | 11     | Mathys Tel        | 2              | 1      | 0          | 0            | 3     |
| 9      | 28     | Wilson Odobert    | 1              | 0      | 0          | 2            | 3     |
| 10     | 8      | Yves Bissouma     | 2              | 0      | 0          | 0            | 2     |
| 10     | 30     | Rodrigo Bentancur | 2              | 0      | 0          | 0            | 2     |
| 10     | 24     | Djed Spence       | 1              | 0      | 1          | 0            | 2     |
| 11     | 17     | Cristian Romero   | 1              | 0      | 0          | 0            | 1     |
| 11     | 16     | Timo Werner       | 0              | 0      | 1          | 0            | 1     |
| 11     | 42     | Will Lankshear    | 0              | 0      | 0          | 1            | 1     |
| 11     | 15     | Lucas Bergvall    | 0              | 0      | 1          | 0            | 1     |
| 11     | 44     | Dane Scarlett     | 0              | 0      | 0          | 1            | 1     |
| 11     | 47     | Mikey Moore       | 0              | 0      | 0          | 1            | 1     |
| 11     | 63     | Damola Ajayi      | 0              | 0      | 0          | 1            | 1     |
| TOTAUX | TOTAUX | TOTAUX            | 61             | 3      | 9          | 28           | 101   |

### Meilleurs passeurs
|        | Num.   | Passeur           | Premier League | FA Cup | League Cup | Ligue Europa | Total |
| ------ | ------ | ----------------- | -------------- | ------ | ---------- | ------------ | ----- |
| 1      | 7      | Son Heung-Min     | 9              | 1      | 0          | 1            | 11    |
| 1      | 21     | Dejan Kulusevski  | 4              | 1      | 3          | 3            | 11    |
| 2      | 10     | James Maddison    | 7              | 0      | 0          | 3            | 10    |
| 3      | 23     | Pedro Porro       | 6              | 0      | 0          | 3            | 9     |
| 4      | 19     | Dominic Solanke   | 3              | 0      | 1          | 4            | 8     |
| 5      | 22     | Brennan Johnson   | 4              | 0      | 0          | 1            | 5     |
| 6      | 16     | Timo Werner       | 3              | 0      | 0          | 0            | 3     |
| 6      | 15     | Lucas Bergvall    | 1              | 0      | 0          | 2            | 3     |
| 6      | 24     | Djed Spence       | 2              | 0      | 1          | 0            | 3     |
| 7      | 37     | Micky van de Ven  | 2              | 0      | 0          | 0            | 2     |
| 7      | 29     | Pape Matar Sarr   | 2              | 0      | 0          | 0            | 2     |
| 7      | 47     | Mikey Moore       | 1              | 0      | 0          | 1            | 2     |
| 7      | 44     | Dane Scarlett     | 1              | 0      | 0          | 1            | 2     |
| 7      | 9      | Richarlison       | 1              | 0      | 0          | 1            | 2     |
| 8      | 30     | Rodrigo Bentancur | 0              | 0      | 1          | 0            | 1     |
| 8      | 13     | Destiny Udogie    | 1              | 0      | 0          | 0            | 1     |
| 8      | 11     | Mathys Tel        | 1              | 0      | 0          | 0            | 1     |
| 8      | 17     | Cristian Romero   | 0              | 0      | 0          | 1            | 1     |
| TOTAUX | TOTAUX | TOTAUX            | 48             | 2      | 6          | 21           | 77    |

### Récompenses
- Joueur du mois de Premier League

| Mois    | Joueur      | Résultat |
| ------- | ----------- | -------- |
| Février | Djed Spence | Nommé    |

- Entraîneur du mois de Premier League

| Mois    | Entraîneur       | Résultat |
| ------- | ---------------- | -------- |
| Février | Ange Postecoglou | Nommé    |

- But du mois de Premier League

| Mois    | Joueur           | Résultat |
| ------- | ---------------- | -------- |
| Août    | Yves Bissouma    | Nommé    |
| Janvier | Dejan Kulusevski | Nommé    |
| Février | Dejan Kulusevski | Nommé    |

- Arrêt du mois de Premier League

| Mois      | Joueur            | Résultat |
| --------- | ----------------- | -------- |
| Septembre | Guglielmo Vicario | Nommé    |
| Avril     | Guglielmo Vicario | Lauréat  |